# Peter Jenner
Pour les articles homonymes, voir Jenner.
Peter Jenner (né en mars 1943) est un manager et producteur britannique. Il est à l'origine, avec Andrew King et les quatre membres originaux de Pink Floyd, de Blackhill Enterprises.

## Début de carrière
Peter Jenner est le fils du vicaire William Jack Jenner et petit-fils du politicien travailliste Frank Wise. Jenner fait ses études à la Westminster School et au Sidney Sussex College de Cambridge, où il obtient un baccalauréat spécialisé en économie en 1963, à 21 ans ,. Nommé maître de conférences à la London School of Economics, il quitte la direction du groupe Pink Floyd alors en pleine ascension, après quatre ans à leurs côtés. Jenner a organisé plusieurs concerts gratuits à Hyde Park à Londres, dont le concert de 1969 des Rolling Stones . Il se voit par la suite proposer le poste d'agent de David Bowie mais il refuse l'offre.

## London Free School et Notting Hill Fayre
Déçus de leurs cursus scolaires respectifs Peter Jenner et un groupe de personnes telles que John "Hoppy" Hopkins, Joe Boyd, Ron Atkins, Barry Miles, Michael De Frietas, John Michell, Julie Felix, Michael Horovitz et Nigel Waymouth inspirés par les universités libres américaines et la Victorian Jewish Free School de Spitalfieldst  se réunissent deux fois par mois à Londres dans le but de créer une école libre. L'idée est de proposer un large éventail de cours, allant de la photographie, la musique à l'éducation à la santé mentale. La première rencontre a lieu le 8 mars 1966. 120 personnes répondent présent dont une cinquantaine se disant intéressée pour suivre des cours, qui débuteront au printemps. Loin des cours magistraux, les rencontres s'articulent plutôt autour de discussions, débats, en extérieur et parfois dans la maison de Rhaune Laslett. Face au manque de moyens de l'équipe et au manque d'affluence aux cours, Jenner décide d'organiser un  concert de Pink Floyd au All Saints Hall (300 places seulement) à la rentrée de septembre. C'est grâce à ce genre d'événement que Pink Floyd commence à devenir célèbre. À la fin de l'année 1966 les événements de Jenner se voient relayés en page centrale du Melody Maker .
Rhaune Laslett fera par la suite évoluer le projet de la London Free School vers la Notting Hill Fayre.

## Carrière d'agent artistique
Aux côtés de son ami d'enfance et producteur  Andrew King, Jenner monte Blackhill Enterprises, en 1966, qui produira entre autres Pink Floyd, T. Rex, Ian Dury, Roy Harper, The Clash, The Disposable Heroes of Hiphoprisy, Robyn Hitchcock, Baaba Maal, Sarah Jane Morris, Denzil, Susheela Raman et Eddi Reader ( Fairground Attraction ). Jenner gère également Billy Bragg depuis plus de 30 ans et agit toujours comme son conseiller / consultant[Quand ?]  .

### Blackhill Enterprises
Jenner crée Blackhill Enterprises avec Andrew King et sa femme, Sumi Nishihata, en 1966 après avoir découvert Pink Floyd. Blackhill Enterprises organise le concert de Pink Floyd's Games for May, le premier concert pop de South Bank, en 1967. Avec le soutien de députés tels que Ben Whittaker, Blackhill a pu mettre sur pied le premier Hyde Park Free Festival en juin, juillet et août 1968. Plus de 120 000 personnes se  rassemblent dans le parc pour voir des groupes tels que Pink Floyd, Roy Harper et Tyrannosaurus Rex. Jenner dira, à propos du festival que "la raison principale pour laquelle nous les organisons est que nous ressentons un grand intérêt pour l'importance de la musique pop en Grande-Bretagne". Ces festivités se reproduiront pendant encore 8 ans avant que Blackhill Enterprises ne déclare sa faillite en 1981.
Jenner a également contribué au magazine Blackhill Bullshit, qui était distribué aux promoteurs et agents de concerts afin de faire connaître les artistes. Les premiers numéros ont été édités par Hugh Nolan, avant d'être repris par Adrian Boot, à l'origine de la mise en page des illustrations. Jenner apparait dans une interview avec Edgar et Steve Broughton dans le 6e numéro du magazine.

### Pink Floyd
C'est sous la houlette de Jenner, au Marquee Club en mars 1966, que Pink Floyd, alors inconnu, commence à être payé pour ses prestations. Le groupe joue à l'époque principalement des chansons de rhythm'n'blues mais impressionné par les étranges effets acoustiques que Barrett et Wright créent pendant leurs performances  Jenner décide de suivre Waters et Mason jusqu'à leur appartement  afin de leur proposer ses services et ceux d'Andrew King au poste de manager. Bien que le duo ait peu d'expérience de l'industrie musicale, ils partagent une appréciation de la musique, ainsi qu'une histoire d'enfance. En utilisant de l'argent hérité, ils ont créé Blackhill Enterprises  et achetent de nouveaux instruments pour le groupe, ainsi que du matériel comprenant un système de sonorisation Selmer . Sous leur direction, Pink Floyd  commence à se produire sur la scène musicale underground londonienne, notamment dans un lieu réservé par la London Free School de Notting Hill, ainsi qu'au célèbre concert « Games For May » au Queen Elizabeth Hall de Londres le 12 mai 1967, un événement organisé par Jenner et King. Les divers liens sociaux de Jenner et King étaient méritoires, gagnant la couverture importante du groupe dans le Financial Times et le Sunday Times . La voix de Jenner peut être entendue au début de " Astronomy Domine " de Pink Floyd en 1967, le morceau d'ouverture de l'album The Piper at the Gates of Dawn (édition britannique). 
Alors que la relation entre Syd Barrett et les trois autres membres de Pink Floyd se détériore, Jenner et King, estimant  Barrett comme le principal auteur-compositeur et la principale force créative du groupe, choisissent de continuer à gérer sa carrière et se séparent du reste du groupe Waters, Mason, Wright et Gilmour.

### Sincere Management
Après la dissolution de Blackhill Enterprises au début des années 1980, Jenner et Sumi créent Sincere Management, situé sur Bravington Road, qui dirigeait un éventail d'artistes dont Billy Bragg, Eddi Reader, Sarah Jane Morris, Robyn Hitchcock, The Unbending Trees, Sid Griffin et Outside Redevance. Jenner travaille toujours à la direction de Sincere sur Bravinton Road. Site Web pour les souvenirs de Sincere et Blackhill

## Travail actuel
En août 2010, il écrit pour le site Web Labour Uncut, lors de la rédaction éditoriale de Tom Watson MP.

## À propos du droit d'auteur
Jenner s'est régulièrement exprimé au sujet du droit d' auteur et de l'industrie musicale. Il est notamment interviewé sur le droit d'auteur par NetzpolitikTV  et apparait dans le documentaire Good Copy Bad Copy. Une longue interview avec la Future of Music Coalition sur le droit d'auteur et la technologie en général est disponible sous forme de podcast dans le cadre de la série de podcasts de la Coalition. Il y exprime entre autres le fait que selon lui la nouvelle technologie est l'avenir de l'industrie musicale et que «le droit d'auteur va mourir parce que personne ne l'appliquera».
Jenner critique la gestion des droits numériques (DRM). Il a fait valoir qu'en réponse à Napster, l'industrie de la musique a investi massivement dans les DRM. Il soutient que l'industrie de la musique "s'est persuadée qu'elle pouvait suivre ces fichiers et qu'à chaque fois qu'elle était utilisée, une petite somme d'argent revenait comme par magie aux entreprises. Et puis tout serait fantastique. Mais bien sûr, cela n'a pas fonctionné de cette façon parce que le public déteste les DRM car ça les empêche de faire les choses qu'ils veulent faire dans le domaine numérique. "  Jenner soutient depuis longtemps que les gouvernements devraient imposer des licences générales pour la musique en ligne afin de lutter contre la violation du droit d'auteur, des frais étant perçus par les fournisseurs de services Internet (FAI). Il soutient aussi que "si nous pouvons obtenir 1 £ par mois de chaque personne sur cette île pour la musique, cela nous donnerait 60 £   millions par mois ", ce qui, selon Jenner, se rapproche des revenus de l'industrie de la musique au Royaume-Uni.
En 2006, Jenner écrit un article qui donne lieu à une conférence, intitulée "Beyond the Soundbytes", où il propose un "accès à la charge musicale'', qui est une compensation pour les artistes, tout en supprimant toute attraction et utilisation de sites de musique numérique non autorisés.
Plus récemment, Jenner participe à la création d'un registre des droits musicaux au niveau de l'Union européenne et plaide pour un registre international de la musique, soutenu par l'Organisation mondiale de la propriété intellectuelle (OMPI). Selon lui, "nous ne savons pas à qui appartient quoi et où", ce qui restreint les droits d'auteur sur la musique en ligne. Jenner espère dès lors voir une grande variété de services de musique en ligne et de modèles commerciaux sous licence, grâce à un mélange de licences générales et de licences individuelles. Il soutient que le droit d'auteur, et la propriété intellectuelle en général, est un système qui garantit que les gens soient payés. Il soutient que "la propriété intellectuelle n'est pas un objet, pas comme une chaise".